# Friedrich Reinhold von Berg
Friedrich Reinhold von Berg (* 26. Dezember 1736; † 5. Januar 1809 auf Erlaa, Rodenpois, Posendorf) war ein livländischer Baron aus der Familie von Berg.

## Leben
Am 11. Dezember 1759 begann Friedrich Reinhold von Berg sein Studium in Leipzig und setzte es in Straßburg fort. Er unternahm danach Reisen nach Italien (April–Juni 1762) und Frankreich, zusammen mit den Grafen Lynar, Münnich und Reiffenstein. 1769 lernte er in Riga Johann Gottfried Herder kennen. Mit Johann Joachim Winckelmann war er freundschaftlich verbunden.
Als Hofgerichtsassessor wurde er am 11. Februar 1772 zum Landrat gewählt. Im gleichen Jahr wurde er Oberkirchenvorsteher des Wendischen Kreises. 1779 war er Mitglied der Kommission zur Begutachtung des Regierungsplans wegen Einführung der Statthalterschaftsverfassung. 1784 ernannte man ihn zum Gewissensrichter.
1786, nach Auflösung der Verfassung wurde er als Etatsrat verabschiedet. 1797 trat er wieder in das Landratskollegium ein. Bis zur Wahl des Landmarschalls Samson leitete er auf dem Landrat die Verhandlungen und legte das Landratsamt 1798 ab. 1797 war er auch Hofgerichtspräsident. Von 1786 bis 1809 war er Präsident der livländischen gemeinnützigen und ökonomischen Societät.
Seine Söhne waren 
- Balthasar Dietrich von Berg (1766–1839), ebenfalls Landrat, und
- Friedrich August von Berg (1768–1828).